# Araespor darlingtoni
Araespor darlingtoni är en skalbaggsart som beskrevs av J. Linsley Gressitt 1959. Araespor darlingtoni ingår i släktet Araespor och familjen långhorningar.
Artens utbredningsområde är Irian Jaya. Inga underarter finns listade.